# سعد الیامی
سعد الیامی (انگلیسی: Saad Al-Yami؛ زادهٔ ۱۱ اوت ۱۹۸۶) یک ورزشکار اهل عربستان سعودی است.
از باشگاه‌هایی که در آن بازی کرده‌است می‌توان به باشگاه فوتبال الاتفاق عربستان سعودی، باشگاه فوتبال نجران عربستان سعودی، باشگاه فوتبال الرائد عربستان سعودی، باشگاه فوتبال هجر عربستان سعودی، باشگاه فوتبال الفیصلی عربستان سعودی، و باشگاه فوتبال التعاون عربستان سعودی اشاره کرد.